# IC 5139
IC 5139 је елиптична галаксија у сазвјежђу Јужна риба која се налази на листи објеката дубоког неба у Индекс каталогу.
Деклинација објекта је - 30° 59' 42" а ректасцензија 21h 50m 25,6s. Привидна величина (магнитуда) објекта IC 5139 износи 12,3 а фотографска магнитуда 13,3. IC 5139 је још познат и под ознакама ESO 466-11, MCG -5-51-17, IRAS 21474-3113, PGC 67447.